# Echinocythereis
Echinocythereis är ett släkte av kräftdjur som beskrevs av H.S. Puri 1953. Echinocythereis ingår i familjen Trachyleberididae.
Kladogram enligt Catalogue of Life och Dyntaxa:
| Echinocythereis | \| \| Echinocythereis echinata \| \| \| \| \| \| Echinocythereis garretti \| \| \| \| \| \| Echinocythereis leecreekensis \| \| \| \| \| \| Echinocythereis margaritifera \| \| \| \| \| \| Echinocythereis mirabilis \| \| \| \| \| \| Echinocythereis planibasalis \| \| \| \| \| \| Echinocythereis spinireticulata \| \| \| \| |
|                 | \| \| Echinocythereis echinata \| \| \| \| \| \| Echinocythereis garretti \| \| \| \| \| \| Echinocythereis leecreekensis \| \| \| \| \| \| Echinocythereis margaritifera \| \| \| \| \| \| Echinocythereis mirabilis \| \| \| \| \| \| Echinocythereis planibasalis \| \| \| \| \| \| Echinocythereis spinireticulata \| \| \| \| |
|                 | Echinocythereis echinata |
|                 | |
|                 | Echinocythereis garretti |
|                 | |
|                 | Echinocythereis leecreekensis |
|                 | |
|                 | Echinocythereis margaritifera |
|                 | |
|                 | Echinocythereis mirabilis |
|                 | |
|                 | Echinocythereis planibasalis |
|                 | |
|                 | Echinocythereis spinireticulata |
|                 | |